# Reform
Reform (lat. re, "åter", och formare, "forma", "dana") innebär omforma, omgestalta, förbättra och  förändring till ett nytt och bättre tillstånd i samhället. En reform är en förändring som föregåtts av en utredning och sedan genomförs på basen av utredningen, till skillnad för revolution som häv. I dagligt tal talas det om politiska reformer som genomförs i olika parlamentariska församlingar i världens länder.
Motsatsen till reform är reaktion.

## Politisk reformism
Begreppet reform inom ramen för reformism har en lång historia som går tillbaka till 1700-talet. I nutida politisk kontext sammankopplas reformarbete främst med olika socialistiska, inklusive socialdemokratiska, rörelsers strävan efter samhällsförändring (se exempelvis reformen för åtta timmars arbetsdag som genomfördes i Sverige 1919).

## Religiös reformism
En reformator, förstås med: Ombildare, omskapare, förbättrare; samhällsförbättrare; nyskapare på religionens område. Med reformera, förstås: Ombilda, nydana, förbättra, rensa från missbruk. 

## I Sverige
Riksrevisionen granskade 25 reformer som infördes 2000–2017 och skrev en rapport, RiR 2022:15. Riksrevisionen sade att majoriteten av de största reformerna i Sverige under 2000-talet hade baserats på underlag med betydande brister, och att av de reformer som hade gått att utvärdera hade bara hälften uppnått sina mål eller förväntade effekter. Den skrev också att reformförslagen alltför sällan var välgrundade och analyserade, och att i mer än hälften av fallen saknades en tillfredsställande beskrivning av reformernas förväntade effekter eller mål. Endast 11 av de 25 reformerna hade utvärderats genom regeringens försorg och det saknades rutin för uppföljning. Földen blev att det saknades kunskap om hur väl satsningarna hade fallit ut. Riksrevisionen rekommenderade att propositioner innehöll förväntade effekter, mål och kostnader tydligt redovisade, och att införa en rutin för utvärdering av reformer. I rapporten skrev Riksrevisionen att "Reformkedjan är inte starkare än sin svagaste länk."

### Några kända politiska reformer
- Rösträttsreformen
- Kommunreformer i Sverige
- Tingsrättsreformen i Sverige
- Allmän tilläggspension
- Löntagarfonder